# St. Anna (Gerolstein)

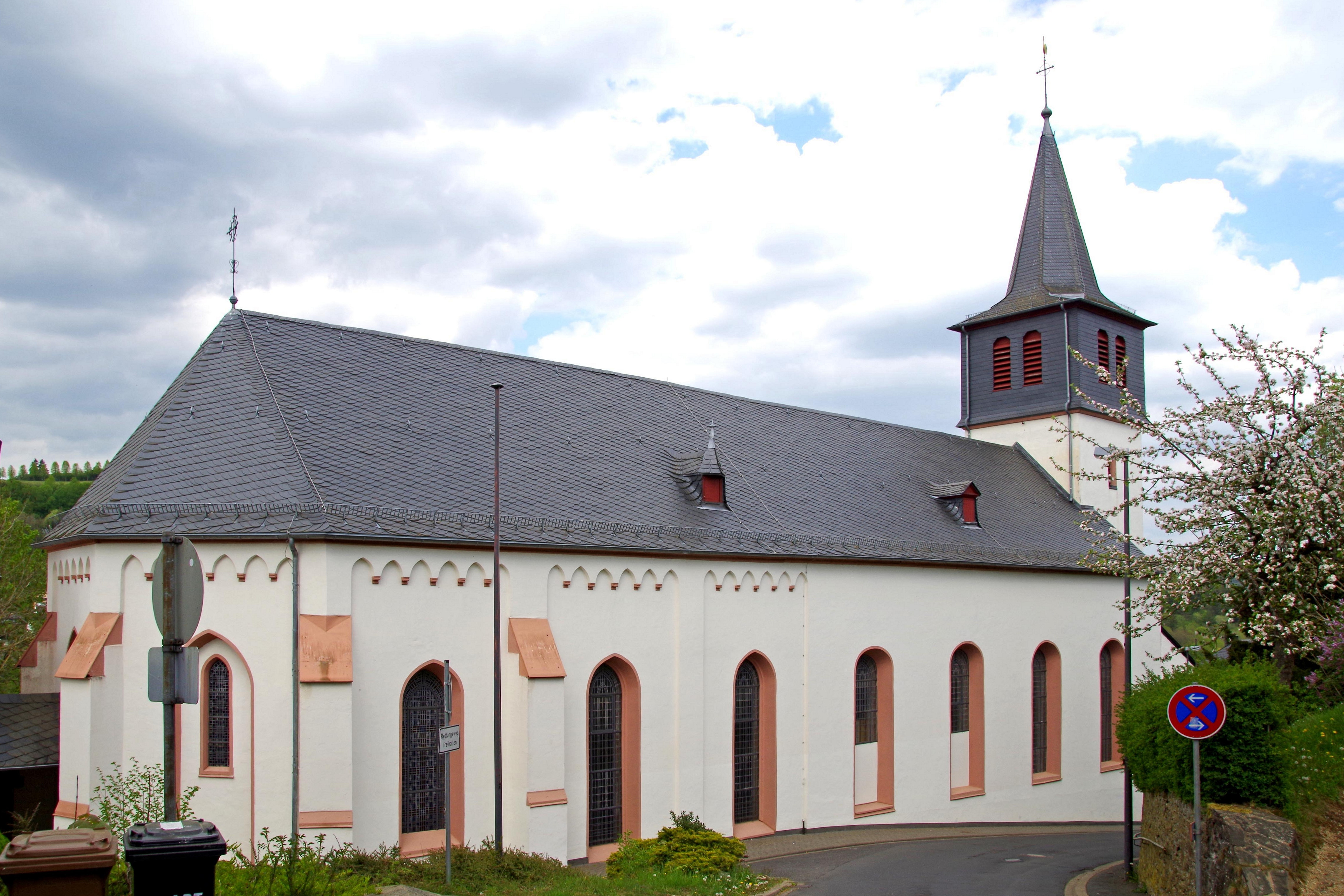
St. Anna (Gerolstein)

Die Kirche St. Anna ist eine römisch-katholische Kirche in Gerolstein in der Eifel. Sie gehört zur Pfarrei Gerolsteiner Land im Pastoralen Raum Adenau-Gerolstein des Visitationsbezirks Trier im Bistum Trier.

## Geschichte
893 gehörte nachweislich das heutige Gerolsteiner Viertel Sarresdorf zur Abtei Prüm. 1075 war Sarresdorf Pfarrort. Die Pfarrei gehörte bis 1803 zum Eifeldekanat des Erzbistums Köln. Als 1336 der jenseits der Kyll im Schutze der Burg gelegene Flecken Gerolstein Stadtrechte erhielt, kam es mit der Zeit zu einer Entleerung von Sarresdorf zu Gunsten der Stadt. Die 1487 eingeweihte Gerolsteiner Antoniuskapelle wurde im späten 18. Jahrhundert durch Brand vernichtet. Die noch 1528 in Sarresdorf vollendete Kirche Unserer Lieben Frau verfiel zunehmend. 1803 fiel die alte Pfarrei Sarresdorf an das Bistum Trier und wurde in Pfarrei Gerolstein umbenannt. Spätestens jetzt war ein Kirchenneubau in Gerolstein unumgänglich geworden.
Die neue einschiffige Annenkirche wurde am 12. September 1813 geweiht, und 1834 zog auch der Pfarrer von Sarresdorf nach Gerolstein. 1889 wurde die Kirche um ein Seitenschiff und den Chor erweitert sowie 1948 um eine Taufkapelle ergänzt. 1981 wurde der Innenraum nach Plänen des Architekten Peter van Stipelen (1923–2018) neu gestaltet.
Die Pfarrei St. Anna gehörte von 1803 bis 1869 zum Dekanat Daun, dann zum Dekanat Hillesheim und wurde 1924 Dekanatskirche des Dekanats Gerolstein. Heute gehören zur Pfarrei St. Anna noch die Kirchen in den Gerolsteiner Stadtteilen Büscheich, Gees, Hinterhausen, Lissingen und Michelbach, so wie die Büschkapelle in der Kernstadt. Zur Pfarreiengemeinschaft St. Anna gehören noch die Pfarreien St. Nikolaus (Birresborn), St. Bartholomäus (Rockeskyll), St. Antonius (Gerolstein-Roth), St. Maria Magdalena (Densborn), St. Luzia (Mürlenbach) und St. Hubertus (Duppach).

## Pfarrer und Dechanten ab 1803
- 1803–1812: Peter Josef Kremer
- 1812–1821: Franz Georg Mayer
- 1821–1822: Johann Baptist Pallgen
- 1822–1830: Matthias Zens
- 1830–1851: Josef Clüsserath
- 1852–1885: Johann Baptist Hieronymus
- 1886–1896: Peter Wiesen
- 1896–1916: Nikolaus Weidert
- 1916–1919: Peter Gillen
- 1919–1935: Hubert Rader (ab 1924 Dechant)
- 1935–1943: Alois Weber (Dechant)
- 1943–1954: Alois Molter (Dechant)
- 1954–1978: Peter Thomé (Dechant)
- 1978–1986: Josef Stiren (1930–2003)
- 1986–1995: Karl Kneißl (Dechant)

## Ausstattung
Altar, Circumpendium und Tabernakel (Bronze, 1982) stammen von dem Bildhauer Ulrich Henn.

### Orgel

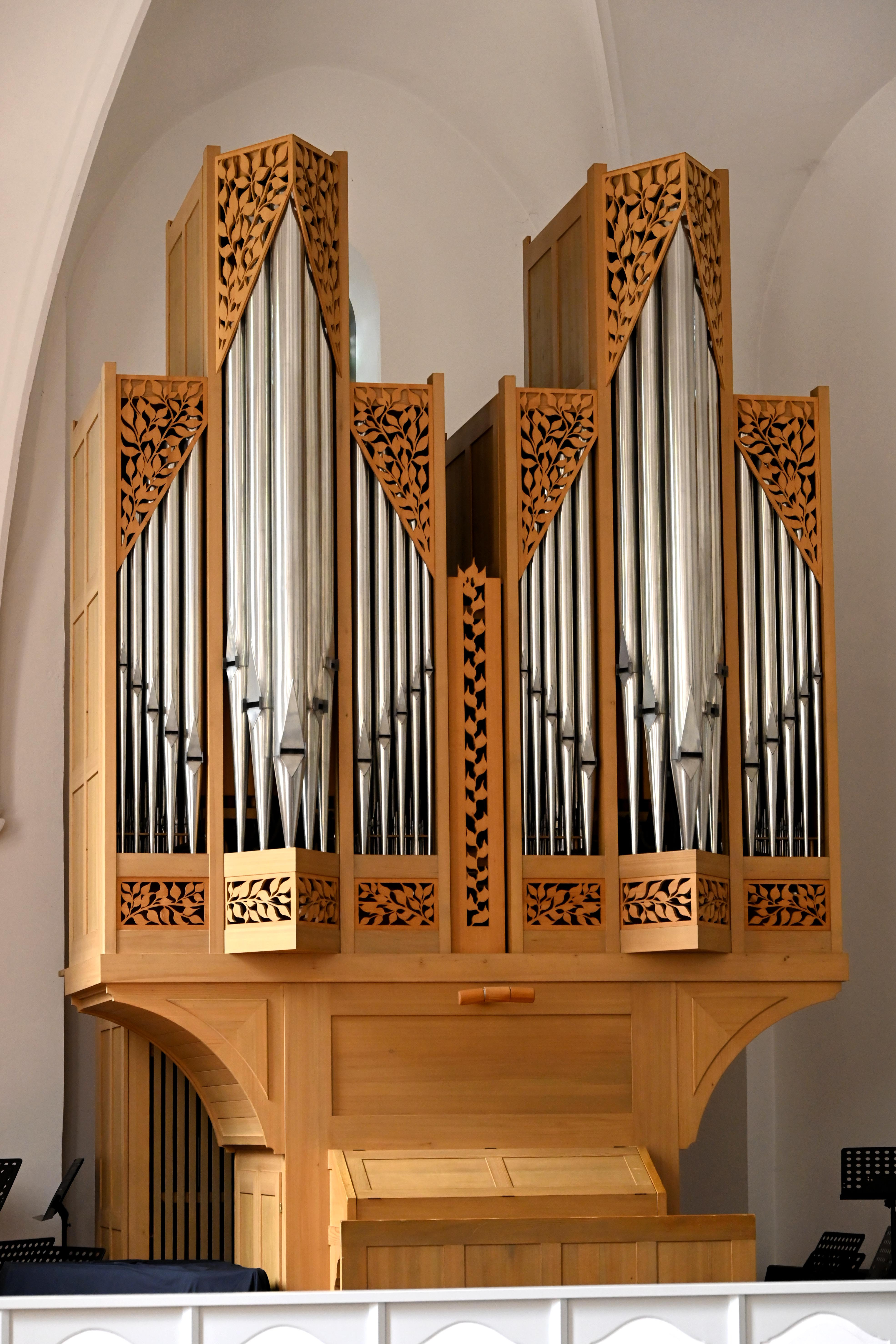
Weimbs-Orgel (Hellenthal 1985), II/P, 20 Register

Die ursprüngliche Barockorgel aus dem Jahre 1747 mit zwei Manualen, Pedal und 15 Registern wurde 1959 nach Oberemmel (Kirche St. Pius X.) verkauft, wo ein Teil des Prospektes in die Sebald-Oehms-Orgel integriert wurde. Diese Orgel wurde 1970 nach Bombogen (Kirche Maria Himmelfahrt) umgesetzt. 1958 baute die Trierer Orgelbaufirma Eduard Sebald für St. Anna eine Orgel mit drei Manualen, Pedal und 34 Registern. Diese Orgel steht jetzt in Sistig (Gemeinde Kall, Kirche St. Stephanus). Die heutige Orgel stammt von der Firma Weimbs Orgelbau aus dem Jahr 1985. Sie besitzt 20 Register auf zwei Manualen und Pedal mit Schleifladen, mechanischer Spiel- und elektrischer Registertraktur. Der früher auf der Empore befindliche Orgelprospekt steht jetzt im Chor.